# Repristinació
En arquitectura, el procés de repristinació consisteix a restaurar un monument per recuperar-ne la forma primitiva, que havia estat alterada o amagada després d'haver patit algun tipus d'intervenció. Molts monuments gòtics foren emmascarats durant els segles xviii i xix per decoració necolàssica, que posteriorment ha estat llevada. Aquest procés de repristinació s'ha donat, entre d'altres, a la Seu de València, i a les esglésies de Santa Caterina i de Sant Joan de l'Hospital de la mateixa ciutat.
|  |  |  |